# Astragalus cyaneus
Astragalus cyaneus es una especie de planta del género Astragalus, de la familia de las leguminosas, orden Fabales.

## Distribución
Astragalus cyaneus se distribuye por Estados Unidos (Nuevo México).

## Taxonomía
Fue descrita científicamente por A. Gray. Fue publicada en Mem. Amer. Acad. Arts, n.s., 4(1): 34 (1849).